# Блюм, Оскар Вениаминович
Оскар Вениаминович Блюм (15 октября 1887 — после 1938) — российский публицист, издатель, политик (по партийной принадлежности меньшевик), театральный критик, шахматист. Был известен под псевдонимами Николай Рахметов, Тимон, О. В. Блюм, Константин, Н. Ломов, Рах-ов.

## Биография
Родился в семье художника и педагога Вениамина Иосилевича (Иосифовича) Блюма (20 июля 1861 — 25 декабря 1920), уроженца Одессы, выпускника Санкт-Петербургской Императорской Академии художеств (1886), основателя и директора частной «Рижской школы рисования и живописи Вениамина Блюма» (1895—1916), впоследствии открывшего также реальное училище и Рижскую еврейскую вечернюю школу для взрослых (с 1921 года имени Вениамина Блюма), которой после его смерти управляла его жена Анна Осиповна Блюм.
Учился в коммерческом училище. В 1907 году был уже женат и имел троих детей.
В 1906 году работал в газете «Голос труда».
В 1906 году в Женеве вышла его книга «К философии марксизма. Две статьи о русских эмпириокритиках», которую он посвятил Плеханову как своему учителю. В 1908 году опубликовал в Риге работы «К философии марксизма» и «Марксизм и естествознание». В 1909 году опубликовал сборник статей о М. Горьком и других писателях «Литературный дневник».
В конце 1907 года достал для издания социал-демократического журнала «Научная мысль» 8000 рублей, а также заручился обещанием одной крупной рижской типографии печатать журнал в течение года в кредит. В 1908 году вышел первый номер журнала (редактором и издателем которого Блюм указал свою мать), после чего журнал был запрещен и конфискован, а мать Блюма арестована и в феврале 1911 года осуждена на год тюрьмы. В том же году стал секретным агентом Охранного отделения, действуя как провокатор. В 1910 году сбежал за границу. Работал в газетах Швейцарии, театрах Германии и Австрии.
В 1917 году попытался выехать из Швейцарии в Россию «пломбированным вагоном», но по словам репортера Neue Zürcher Zeitung Шараша, Ленин лично вывел его из вагона за воротник.
Позднее через Англию добрался до Архангельска, где был арестован по приказу Временного правительства и помещен в петроградскую тюрьму «Кресты».
В 1918 году арестован большевиками по подозрению в работе на Охранное отделение. Осужден на 5 лет тюрьмы.
В 1922 году стал редактором московского альманаха «Авангард», а также был художественным руководителем московского театра-студии «Шолом-Алейхем». Всеволод Мейерхольд подарил ему свою фотографию с надписью: «Тимону: Ты угадал. Страдал, страдаю и… буду страдать, ибо не иду ни на какие компромиссы».
В начале 1923 года выслан из страны и уже 6 января давал лекцию в Берлине. Печатался в немецких изданиях, в частности, в 1923—1927 годах сотрудничал в журнале Die Weltbühne.
В январе 1930 года арестован в Вене за неоплату отеля.
После прихода нацистов к власти книга Блюма «Умы России» (нем. Russische Köpfe) оказалась в списке книг, подлежащих сожжению.
В октябре 1933 года задержан в Лондоне за превышение срока пребывания в Великобритании и за неоплату отеля. Получил 2 месяца общественных работ и был депортирован.
После 1938 года имя Блюма больше не упоминается в печати, и дальнейшая его судьба неизвестна.

## Семья
По состоянию на 1911 год имел 3 детей — Георгия, Людвига и Марию.

## Шахматы
В 30-е годы участвовал в ряде шахматных турниров.
В 1931 году занял 2-е место на чемпионате Парижа, а в следующем году выиграл его. В мае 1936 года участвовал в турнире, организованном футбольным клубом «Мадрид», где занял 2-е место после победителя Джорджа Колтановского.

## Избранные публикации
- К философии марксизма: две статьи о русских эмпириокритиках. — Genf: Tip. rue de la Coulouvrenière, 1906.
- Из записной книги марксиста. — Genf: Imp. Fr. Weber, 1906.
- Марксизм и естествознание: чистый эмпиризм, энергетика, монизм. — Рига: Научная мысль, 1908.
- Russische Köpfe. — Berlin u. a.: Franz Schneider, 1923.
- Trümmerfeld Europa. Ein Brevier für jedermann. — Berlin: Franz Schneider, 1924.
- Oscar Blum. Boris Pilnjak // Die Weltbühne. — Berlin, 1927. — 1. Band. — S. 788—790 (нем.). archive.org. Дата обращения: 5 ноября 2022.
- O. B. La vida teatral. Santa Rusia en el Principal // Nosotros. — 3 de agosto de 1937. — S. 7.
- Oscar Blum. Teatro de la Revolución y Revolución del Teatro // Nosotros. — 1 de diciembre de 1937.
- Oscar Blum. Hombres y hechos: apuntes sobre la política internacional. — Ediciones del Comité Regional de la C.N.T., 1938.